# Чоґ'ял
Чоґ'ял (тиб. ཆོས་རྒྱལ) — титул монархів Сіккіму. Вони перебували при владі з 1642 по 1975 рік. У 1975 році монархія була скасована, а Сіккім увійшов до складу Індії як 22-й штат. Слово «чоґ'ял» означає «праведний правитель» або «духовний правитель».
Крім того, титул чоґ'яла привласнювали в різних гімалайських державах особливим духовним правителям. Так, в Бутані чоґ'яли вважалися реінкарнацією (втіленням) засновника Бутанського королівства Шабдрунґа Нґаванґа Намґ'яла. Титул чоґ'яла мав значення вище, ніж Дже Кхенпо, найвищий чернечий чин, і вище, ніж чин тимчасового правителя, Деб або Десі. Намкай Норбу, тибетській учитель, що живе і працює на Заході, професор Неапольського інституту сходознавства і засновник Світової Дзогчен Спільноти, і зараз має титул чоґ'яла і вважається втіленням Шабдрунґа Нґаванґа Намґ'яла.
З 1642 по 1975 рік в Сіккімі перебували при владі чоґ'яли (у західній традиції їх часто називають королями) з династії Намґ'ял. Монархія була заснована нащадками в тринадцятому поколінні принца Кх'є Бумса, що прийшов до Сіккіму з Тибету. Правління чоґ'ялів було передбачене Гуру Рінпоче, що розповсюдив в Сіккімі буддизм, у 8 столітті. У 1642 році три шанобливі лами Сіккіма, один з півночі, один із заходу і один з півдня, незалежно один від одного прийшли до Юксому і проголосили першим чоґ'ялом Сіккіма Пхунцоґа Намґ'яла, а місто Юксом стало першою столицею Сіккімської держави.

## Список чоґ'ялів Сіккіму
| №  | Рік народження | Рік початку правління | Ім'я                   | Найважливіші події за часів правління |
| -- | -------------- | --------------------- | ---------------------- | --- |
| 1  | 1604           | 1642                  | Пхунцоґ Намґ'ял        | Вступив на трон і був проголошений першим чоґ'ялом Сіккіму. Встановив столицю в Юксомі. |
| 2  | 1644           | 1670                  | Тенсунґ Намґ'ял        | Переніс столицю з Юксома до Рабденце. |
| 3  | 1686           | 1700                  | Чакдор Намґ'ял         | Зведена сестра Чакдора спробувала скинути його. Чакдор біг до Лхаси і повернув владу за допомогою тибетців. |
| 4  | 1707           | 1717                  | Ґ'юрмед Намґ'ял        | почалися часті набіги непальців на Сіккім. |
| 5  | 1734           | 1734                  | Пхунцоґ Намґ'ял II     | Непал захопив та зруйнував столицю Сіккіма Рабденце. |
| 6  | 1769           | 1780                  | Тенцзін Намґ'ял        | Чоґ'ял утік до Тибету та помер у вигнанні. |
| 7  | 1785           | 1793                  | Цудпхуд Намґ'ял        | Переніс столицю з Рабденце до Тумлонґа. Склав Тіталійський договір між Сіккімом та Британською Індією, за яким території, раніш захоплені Непалом, були повернуті Сіккіму. В 1835 році сіккімський округ Дарджилінг був «подарований» Британській Індії, а між країнами зросла напруженість. |
| 8  | 1819           | 1863                  | Сідеконґ Намґ'ял       | — |
| 9  | 1860           | 1874                  | Тхутоб Намґ'ял         | У 1889 році Клод Вайт був призначений політичним посланником в Сіккімі. В 1894 році столиця перенесена з Тумлонґа в Ґанґток. |
| 10 | 1879           | 1914                  | Сідеконґ Намґ'ял II    | — |
| 11 | 1893           | 1914                  | Таші Намґ'ял           | У 1950 році підписав договір з Індією про протекторат над Сіккімом. |
| 12 | 1923           | 1963                  | Палден Тхондуп Намґ'ял | Був непопулярним у населення. Був змушений відректися після проведеного референдуму. Був одружений з громадянкою США Хоуп Кук. Помер в 1982 году. |
| —  |                | 1982                  | Ванґчук Намґ'ял        | Спадкоємець трону, ніколи не правив |